# Anatoli Firsov
Pour les articles homonymes, voir Firsov.
Temple de la renommée de l'IIHF : 1998
Temple de la renommée russe : 2004
Anatoli Vassilievitch Firsov - en russe : Анато́лий Васи́льевич Фи́рсов - (né le 1er février 1941 à Moscou en URSS - mort le 24 juillet 2000 à Moscou) est un joueur professionnel russe de hockey sur glace. Il a été admis au Temple de la renommée de la Fédération internationale de hockey sur glace en 1998.

## Carrière de joueur
Il commence sa carrière professionnelle en championnat d'URSS avec le HC Spartak Moscou en 1958. En 1961, il quitte l'équipe durant la saison et rejoint le CSKA Moscou. Il remporte neuf titres de champion avec le club sportif de l'armée. En 1974, il met un terme à sa carrière. Il termine avec un bilan de 474 matchs et 344 buts en élite.

## Carrière internationale

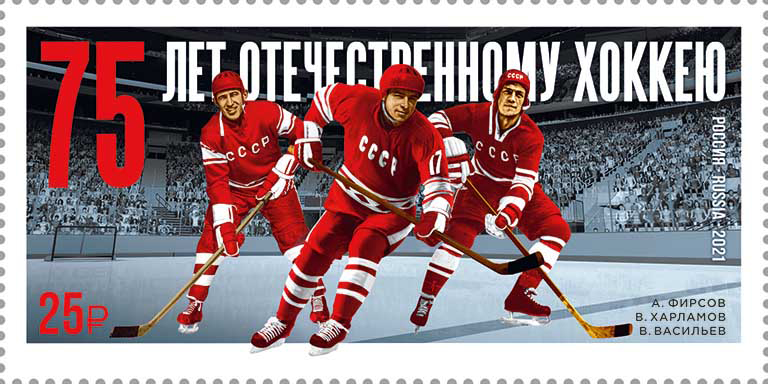
Timbre russe en 2021

Il a représenté l'URSS à 166 reprises (134 buts) sur une période de 10 ans de 1962 à 1972. Il a remporté l'or aux Jeux olympiques de 1964, 1968 et 1972. Il a participé aux championnats du monde de 1964 à 1971 pour un total de huit médailles d'or en autant de participation.

## Trophées et honneurs personnels
Championnat du monde
- 1967, 1968, 1971 : élu meilleur attaquant.
- 1967, 1968, 1969, 1971 : termine meilleur pointeur.
- 1967, 1968, 1969, 1971 : termine meilleur buteur.
- 1967, 1968, 1969, 1970, 1971 : élu dans l'équipe d'étoiles.

URSS
- 1968, 1969, 1971 : élu meilleur joueur.
- 1966 : termine meilleur buteur.
- 1966 : termine meilleur pointeur.
- 1964, 1965, 1966, 1967, 1968, 1969 : élu dans l'équipe d'étoiles.

## Statistiques

### En équipe nationale
| Année | Équipe | Compétition |    | PJ | B  | A  | Pts | Pun           |  | Résultat |
| 1964  | URSS   | CM & JO     | 8  | 6  | 3  | 9  | 2   | Médaille d'or |  |          |
| 1965  | URSS   | CM          | 6  | 5  | 4  | 9  | 8   | Médaille d'or |  |          |
| 1966  | URSS   | CM          | 6  | 3  | 2  | 5  | 4   | Médaille d'or |  |          |
| 1967  | URSS   | CM          | 7  | 11 | 11 | 22 | 2   | Médaille d'or |  |          |
| 1968  | URSS   | CM & JO     | 7  | 12 | 4  | 16 | 4   | Médaille d'or |  |          |
| 1969  | URSS   | CM          | 10 | 10 | 4  | 14 | 6   | Médaille d'or |  |          |
| 1970  | URSS   | CM          | 8  | 6  | 10 | 16 | 2   | Médaille d'or |  |          |
| 1971  | URSS   | CM          | 10 | 11 | 8  | 19 | 4   | Médaille d'or |  |          |
| 1972  | URSS   | JO          |    |    |    |    |     | Médaille d'or |  |          |